# كورت باربر
كورت باربر (بالإنجليزية: Kurt Barber)‏ هو لاعب كرة قدم أمريكية أمريكي، ولد في 5 يناير 1969 في بادوكا في الولايات المتحدة.

## وصلات خارجية
- كورت باربر على موقع مرجع كرة القدم المحترفة.كوم (الإنجليزية)